# Acantonamiento
Acantonamiento es una voz militar que se refiere al alojamiento de las tropas. 
Solo se usa respecto a tropas en estado de guerra, en operaciones o al menos, en  el ejercicio y simulacro de las mismas, pero en todos los casos, formando una unidad táctica de ejército activo. Una división o brigada se acantona, pero un regimiento que cambia de guarnición se acuartela o se aloja. Los pueblos o lugares de acantonamiento se llaman cantones y se suele decir la tropa marchó a  sus cantones, cuando se dispuso el acantonamiento.